# Pietro Foglia

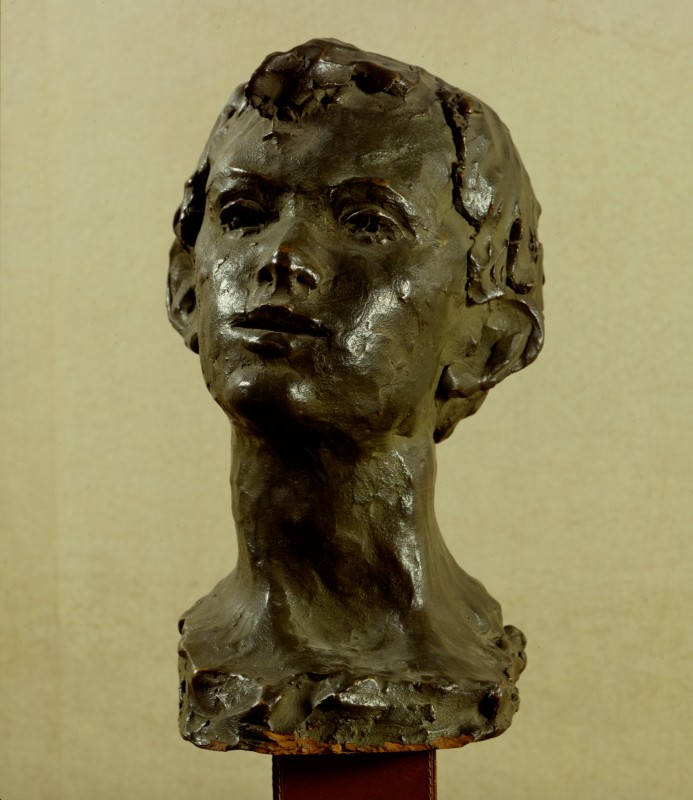
Testina di adolescente, 1952 circa (Fondazione Cariplo)

Pietro Foglia (Cremona, 1913 – Cremona, 1974) è stato uno scultore e pittore italiano.

## Biografia
Si diploma alla Scuola d'Arte Applicata "Ala Ponzone" di Cremona e inizia il suo apprendistato come scultore. Nel 1929 si trasferisce a Roma e poi, nel 1937, a Torino dove si iscrive all'Accademia Albertina per seguire i corsi di Felice Casorati. Nel 1939 esordisce all'Esposizione del sindacato interprovinciale fascista allestita alla Società promotrice di Belle arti di Torino. Dopo aver partecipato alla Seconda guerra mondiale, ritorna a Cremona, dove realizza numerose opere funerarie. Negli anni cinquanta si trasferisce in Svizzera ed ha successo tra i collezionisti privati. Si dedica soprattutto alla realizzazione di ritratti, teste di adolescenti, figure femminili e allegoriche. Lavora anche come pittore.